# Svartfibi
Svartfibi (Sayornis nigricans) är en fågel i familjen tyranner inom ordningen tättingar. Den har vid utbredning från västra USA söderut till nordvästra Argentina och hittas intill vattendrag.

## Utseende och läte
Svartfibin är en 15-18 cm lång tyrann, i form och beteende lik östfibin och vippar liksom denna ideligen på stjärten. Fjäderdräkten är dock mycket avvikande, med svartaktigt huvud, mörkgrå ovansida och kontrasterande vit buk. Sången består av en serie med tunna visslande fraser som "sisee" och "sitsew". Lätet liknar östfibins, ett enkelt och klart "tjipp".

## Utbredning och systematik
Svartfibi delas in i sex underarter med följande utbredning:
- nigricans-gruppen
  - Sayornis nigricans semiater – förekommer i västra USA (Oregon), i Baja California och västra Mexiko (Nayarit)
  - Sayornis nigricans nigricans – förekommer i höglandet från nordöstra Mexiko (Tamaulipas) till norra Chiapas
  - Sayornis nigricans aquaticus – förekommer från södra Mexiko (höglandet i södra Chiapas) till Guatemala och Nicaragua
  - Sayornis nigricans amnicola – förekommer i höglandet i Costa Rica och västra Panama (Chiriquí)
- latirostris/angustirostris-gruppen
  - Sayornis nigricans angustirostris – förekommer i östra Panama Colombia, Ecuador, södra Peru och norra Venezuela
  - Sayornis nigricans latirostris – förekommer i Anderna i Bolivia och nordvästra Argentina

## Levnadssätt
Svartfibin hittas utmed strömmande vattendrag och dammar med vattenlevande växter och överhängande träd. Den ses alltid sitta lågt, till och med på stenar i forsar. Födan består huvudsajligen av insekter och andra leddjur.

## Status och hot
Arten har ett stort utbredningsområde och en stor population, och tros öka i antal. Utifrån dessa kriterier kategoriserar internationella naturvårdsunionen IUCN arten som livskraftig (LC).

## Namn
Artens vetenskapliga släktesnamn hyllar den amerikanske naturforskaren Thomas Say (1787-1834).

## Bilder

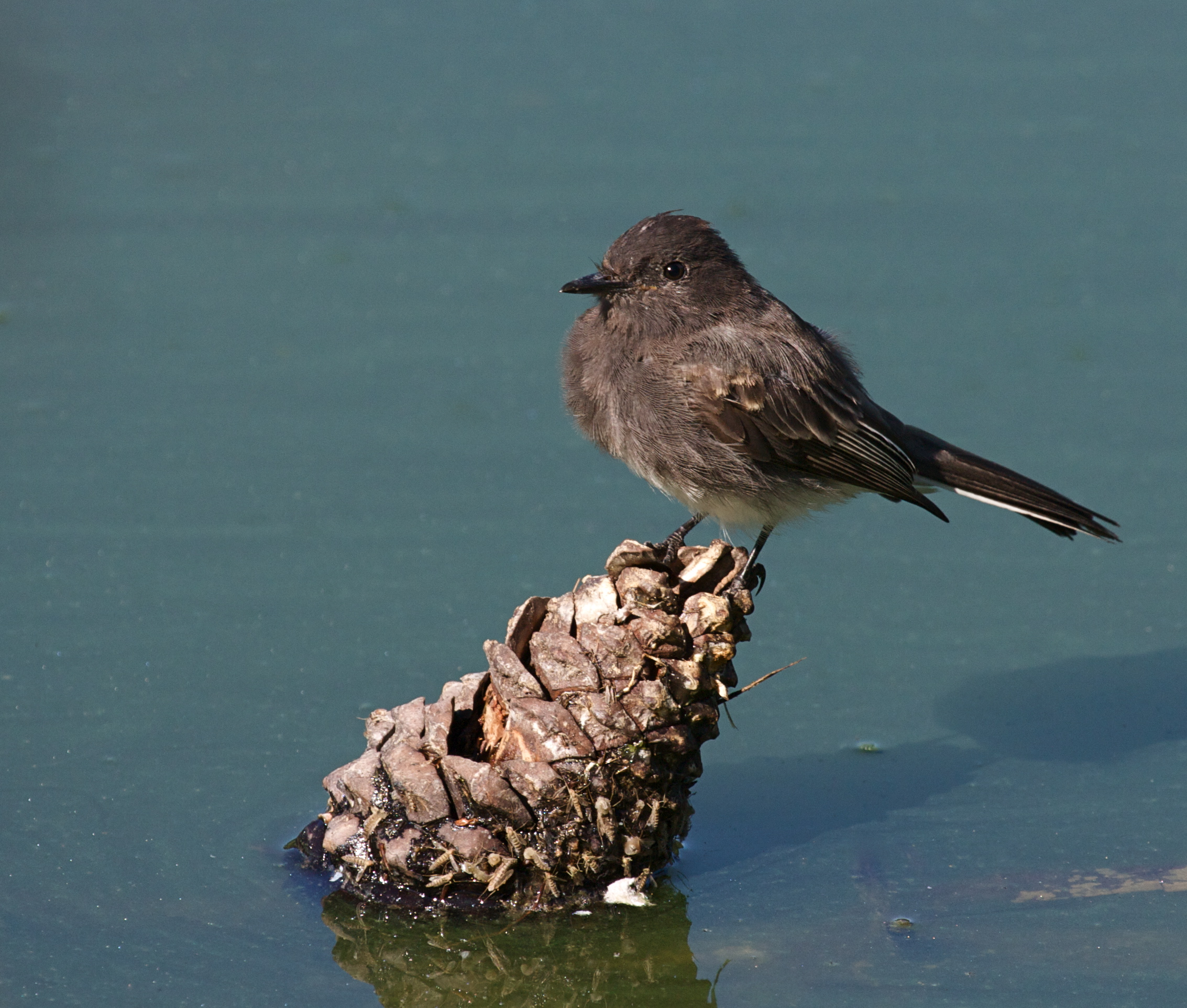
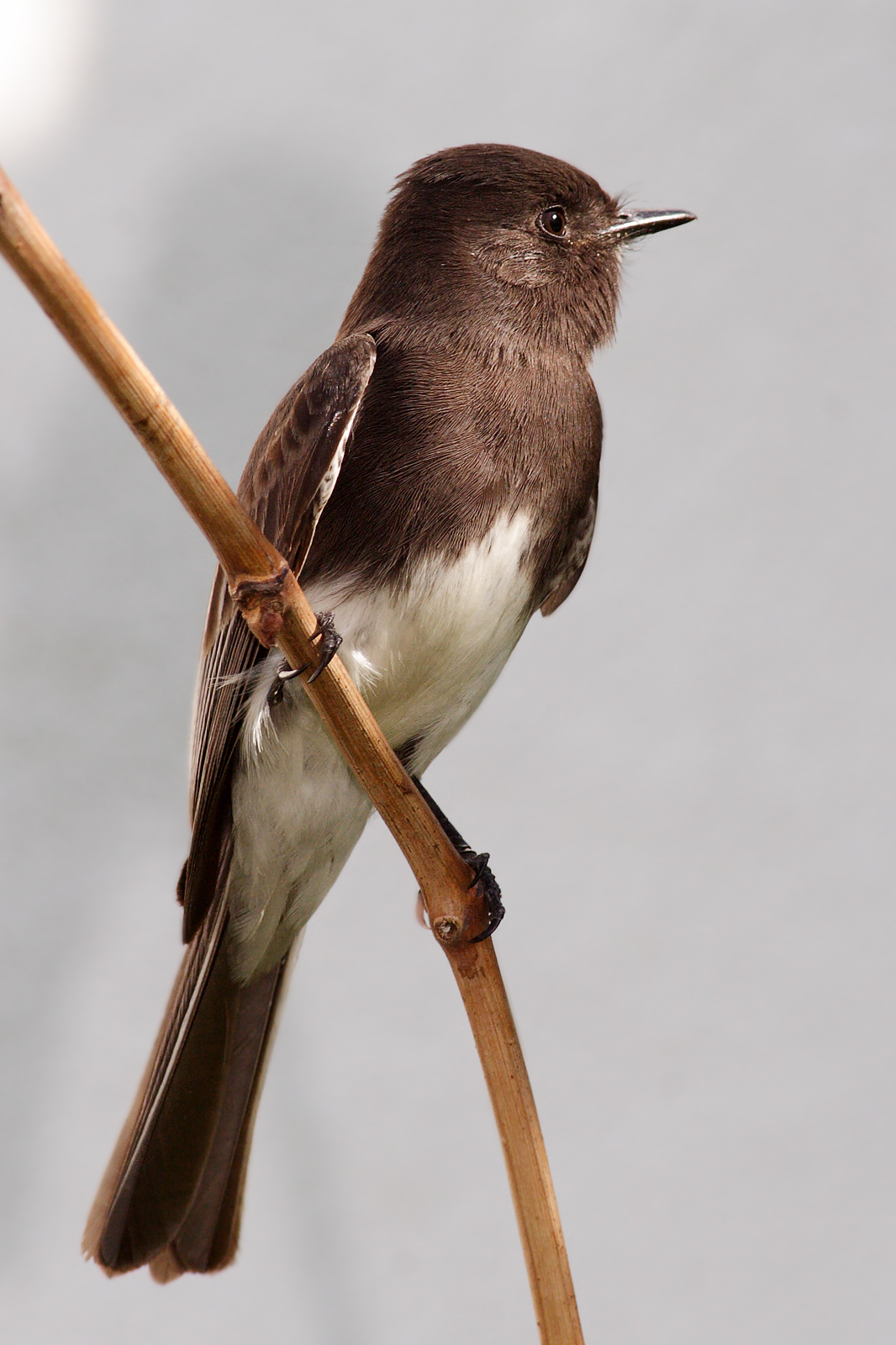
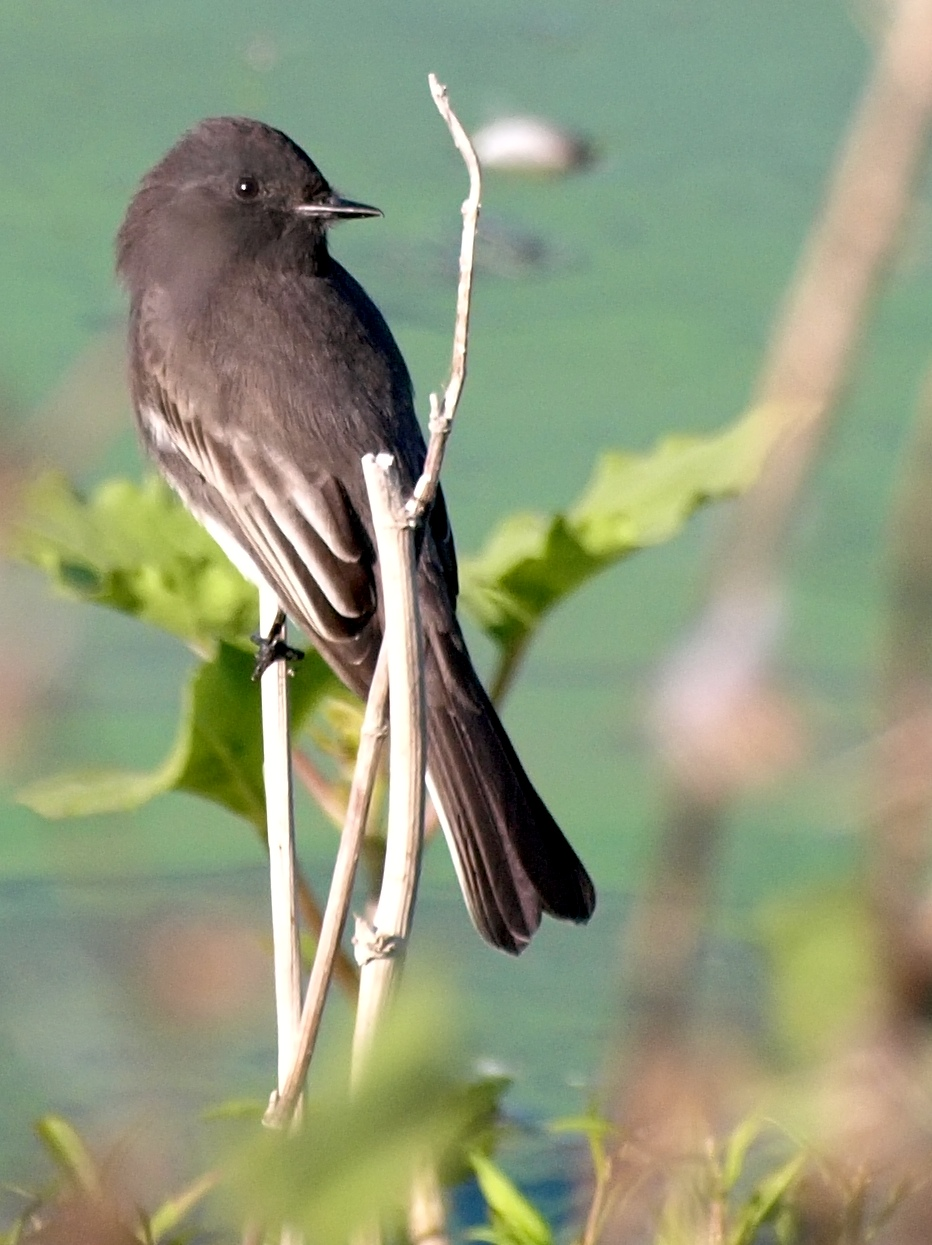